# 卡拉索沃湖
55°31′23″N 39°53′41″E / 55.52306°N 39.89472°E
卡拉索沃湖（俄语：Карасово），是俄羅斯的湖泊，位於該國西部，由莫斯科州負責管轄，處於沙圖拉區，長2.2公里、寬1.5公里，面積2.4平方公里，最大水深2.5米。